# Deuteroxorides indicus
Deuteroxorides indicus är en stekelart som beskrevs av Gupta 1980. Deuteroxorides indicus ingår i släktet Deuteroxorides och familjen brokparasitsteklar. Inga underarter finns listade i Catalogue of Life.